# برور (میزوری)
برور (به انگلیسی: Brewer) یک منطقهٔ مسکونی در ایالات متحده آمریکا است که در شهرستان پری، میزوری واقع شده‌است. برور ۱۷۸ متر بالاتر از سطح دریا واقع شده‌است.